# Kavringen fyr
Kavringen fyr blev bygget i 1892 og ligger på Søndre Kavringdynge i den vestlige indsejlingsrute til Oslo havn.

## Historie
Ind til 1892 var der kun to fyr i Oslo havn; Heggholmen i det såkaldte Skipsløpet (det midterste løb) fra 1826/1876 og Dyna i vestre løb fra 1875. Skipsløpet var fra gammel tid hovedindsejlingsruten til Oslo havn, men mod slutningen af 1800-tallet begyndte større skibe at foretrække det vestlige løb forbi Dyna fyr, videre mellem Kavringen og Hovedøya og rundt om Vippetangen og ind til Bjørvika. Da så dampskibet DS «Norge» stødte på grund ved Kavringen i 1890, blev der rejst krav om bedre belysning i det vestlige løb. Havnekommissionens budgetforslag for 1891 indeholdt en detaljeret plan for forbedring af belysningen i de enkelte indsejlingsruter. Det blev vedtaget at bygge tre fyr: Stangskjærrabben i Skipsløpet, og Kavringen og Vippetangen i vestre løb.
Byggearbejderne på Kavringen fyr kom i gang i april 1891, og fyret blev færdigbygget og sat i drift 1. august 1892. Fyret ble pudset op udvendig til 100-årsdagen i 1992.

## Bygning
Fundamentet på Kavringen fyr består af en ottekantet betonblok som er støbt direkte på fjeldet (dybde -3,25m), og en mur over vandet a udhugget granit. Tårnet er bygget af bindingsværk. Det var oprindelig rødmalet, men er i dag hvidt med et rødt bælte. Tårn og lygtehus er senere beklædt med plastbelagte, galvaniserede plader. Et galleri er anbragt omkring fyrlygten. Tårnets højde til og med fløjspidsen er 19 meter, og fyrlygtens brændpunktshøjde er 11,7 meter over OHV-null.
Fyrlygten er konstrueret af jern og beklædt med kobberplader. Fyrlyset var fra først af en såkaldt Lytts petroleumslampe med linseapparat med rotør af 6. orden. Fyret blev i 1928 forstærket med et linsesæt mod hovedindsejlingen, og i 1932 gik man over til elektrisk drift. Det var fyrvogteren på Dyna som havde ansvaret for fyret indtil 1956 da fyrene i vestre løb ble automatiseret og fyrvogterstillingen nedlagt.
Lysstyrken er 1900 candela for hvid, 475 candela for rød og 235 candela for grøn sektor. Brændingstiden er fra 1.7. til 10.6.

### Vogter tidskapslen
På St. Hallvards dag, 15. maj 2000, blev en tidskapsel af titan boltet fast inde i fyret. Kapslen er udformet som en kopi af lygtehusdelen på Kavringen fyr, og den indeholder brev og hilsener til fremtiden fra Oslos borgere. Disse hilsener blev indsamlet som en del af markeringen af Oslos 1000-årsjubileum. Den kan først åbnes i år 3000.

## Eksterne kilder og henvisninger
- Wikimedia Commons har flere filer relateret til Kavringen fyr
- Kavringen fyr på Riksantikvarens hjemmeside kulturminnesok.no
- Artikkel om Kavringen fyr på Oslosurf.com Arkiveret 9. februar 2012 hos  Wayback Machine
- Oslo havnevæsens brochure om Kavringen fyr, udgivet til 100-årsjubilæet 1992.